# Porphyrinia suffusa
Porphyrinia suffusa là một loài bướm đêm trong họ Noctuidae.